# 西塞羅·莫賴斯
西塞羅·莫賴斯（葡萄牙語：Cicero Moraes；1982年11月13日—）是一位巴西3D设计师，专门从事法医面部重建以及人类与动物假体的设计与建模。
他负责重建了无数宗教和历史人物的面孔，如帕多瓦圣安东尼、圣瓦伦丁、西潘勋爵、赫库兰尼人、拉哥亚圣塔人和四胸针夫人。
在兽医领域，他为各种动物数字化设计和建模假体，包括狗、鹅、巨嘴鸟、金刚鹦鹉和乌龟。